# کلاوس ایل
کلاوس ایل (آلمانی: Klaus Ehl؛ زادهٔ ۱۶ اوت ۱۹۴۹) دونده سرعت اهل آلمان بود.